# Cerro Tatajachura
Cerro Tatajachura är ett berg i Chile.   Det ligger i provinsen Provincia del Tamarugal och regionen Región de Tarapacá, i den norra delen av landet, 1 600 km norr om huvudstaden Santiago de Chile. Toppen på Cerro Tatajachura är 5 247 meter över havet.
Terrängen runt Cerro Tatajachura är kuperad österut, men västerut är den bergig. Cerro Tatajachura är den högsta punkten i trakten. Trakten runt Cerro Tatajachura är nära nog obefolkad, med mindre än två invånare per kvadratkilometer..
Omgivningarna runt Cerro Tatajachura är i huvudsak ett öppet busklandskap.